# Semelina campbellorum
Semelina campbellorum is een tweekleppigensoort uit de familie van de Semelidae. De wetenschappelijke naam van de soort is voor het eerst geldig gepubliceerd in 2003 door Coan.